# Andreï Ivanovitch Scholuch
Andreï Ivanovitch Scholuch, né le 29 novembre 1895 à Rechetylivka (oblast de Poltava, Ukraine), décédé le 9 janvier 1979 à Düsseldorf, fut le fondateur du Chœur des Cosaques de l'Oural.

## Famille
Fils d'Ivan Ivanovitch Scholuch et d'Irina Pelagia.
Andreï Ivanovitch Scholuch est le père de Vania Andreïevitch Scholuch.

## Biographie
Andreï Ivanovitch Scholuch est né à Rechetylivka dans la région de Poltava en Ukraine dans une famille de grands commerçants.
Ses études secondaires terminées, il fit une formation d'officier à l'académie militaire de Perm dans l'Oural. Il fut nommé au grade de Lieutenant et affecté au front ouest de Lemberg (actuelle Lviv en Ukraine). Lors de la guerre civile russe, il servit sous les ordres du général Wrangel en 1919 et fut élevé au grade de lieutenant en chef.
En 1919, Andreï Ivanovitch Scholuch émigra à Gallipoli en Turquie. Dans ce pays, il créa un groupe de soldats. Arrêté en 1924, il sera détenu à Alexandrie en Égypte.
Libéré, il se rendit à Paris où il trouva un emploi dans une usine automobile. Pendant ses loisirs, il travailla durement pour créer le Chœur des Cosaques de l'Oural. En 1924, il effectua sa première tournée. Le Chœur se produisit dans la France entière, en Espagne, au Portugal, en Belgique, aux Pays-Bas, au Luxembourg, en Italie, en Suisse, en Autriche et en Allemagne. Il établit le siège du Chœur des Cosaques de l'Oural en Allemagne.
Après la dissolution du Chœur des Cosaques de l'Oural en 1972, Scholuch se consacra jusqu'à sa mort survenue le 9 janvier 1979 à la musique religieuse de l'Église orthodoxe russe.
Certes, Andreï Ivanovitch Scholuch ne connut pas le succès commercial de Sergueï Jaroff, le fondateur et soliste du Chœur des Cosaques du Don, mais il posséda un grand talent artistique.
En 1956, Andreï Ivanovitch Scholuch admit dans le Chœur des Cosaques de l'Oural un certain Ivan Rebroff.